# Liste der Finanzämter in Niedersachsen
Diese Liste nennt die Finanzämter in Niedersachsen.

## Allgemeines
Im Bundesland Niedersachsen gibt es insgesamt 62 Finanzämter, wovon 52 sogenannte Festsetzungsfinanzämter sind, 10 davon sind Sonderfinanzämter. Das Finanzamt Hannover-Land I unterhält zusätzlich zum Standort in Hannover noch eine Außenstelle (ASt) in Springe. Alle Finanzämter sind dem Landesamt für Steuern Niedersachsen unterstellt. Die sachliche und örtliche Zuständigkeit der Finanzämter ist in der Verordnung über Zuständigkeiten der Finanzbehörden (ZustVO-FinB) geregelt.

## Liste aller Finanzämter
| Bild                    | Name Bundesfinanzamtsnummer                              | Ort Adresse                                         | Finanzamtsbezirk | Gebäude | Behördengeschichte                                                                |
| ----------------------- | -------------------------------------------------------- | --------------------------------------------------- | --- | ------- | --------------------------------------------------------------------------------- |
| Festsetzungsfinanzämter |                                                          |                                                     | |         |                                                                                   |
| 0                       | Finanzamt Alfeld (Leine) 2311                            | Alfeld (Leine) Ravenstraße 1                        | Alfeld, Duingen, Eime, Elze, Freden, Gronau, Lamspringe, Sibbesse | 0       | 0                                                                                 |
| 0                       | Finanzamt Aurich 2354                                    | Aurich Hasseburger Str. 3                           | Aurich, Großefehn, Ihlow, Klein Heikeland, Südbrookmerland, Wiesmoor | 0       | 0                                                                                 |
| 0                       | Finanzamt Bad Bentheim 2355                              | Bad Bentheim Heinrich-Böll-Straße 2                 | Bad Bentheim, Emlichheim, Engden, Esche, Gölenkamp, Georgsdorf, Getelo, Halle, Hoogstede, Isterberg, Itterbeck, Laar, Lage, Neuenhaus, Nordhorn, Ohne, Osterwald, Quendorf, Ringe, Samern, Schüttorf, Uelsen, Wielen, Wietmarschen, Wilsum | 0       | 0                                                                                 |
| 0                       | Finanzamt Bad Gandersheim 2312                           | Bad Gandersheim Alte Gasse 24                       | Bad Gandersheim, Dassel, Einbeck, Hahausen, Kalefeld, Langelsheim, Lutter, Seesen, Wallmoden | 0       | 0                                                                                 |
| 0                       | Finanzamt Braunschweig-Altewiekring 2313                 | Braunschweig Altewiekring 20                        | Braunschweig, Cremlingen, Dettum, Erkerode, Evessen, Reitling, Sickte, Vechelde, Veltheim, Wendeburg | 0       | 0                                                                                 |
| 0                       | Finanzamt Braunschweig-Wilhelmstraße 2314                | Braunschweig Wilhelmstraße 4                        | Braunschweig | 0       | 0                                                                                 |
| 0                       | Finanzamt Buchholz in der Nordheide 2315                 | Buchholz in der Nordheide Bgm.-Adolf-Meyer-Straße 5 | Appel, Appelbeck, Bendestorf, Buchholz, Dohren, Drestedt, Drestedt-Valzik, Halvesbostel, Handeloh, Harmstorf, Heidenau, Hollenstedt, Jesteburg, Kakenstorf, Königsmoor, Moisburg, Neu Wulmstorf, Otter, Regesbostel, Riepshof, Rosengarten, Seevetal, Tostedt, Welle, Wenzendorf, Wistedt | 0       | 0                                                                                 |
| 0                       | Finanzamt Burgdorf 2316                                  | Burgdorf Vor dem Hannoverschen Tor 30               | Burgdorf, Burgwedel, Isernhagen, Lehrte, Sehnde, Uetze, Wedemark | 0       | 0                                                                                 |
| 0                       | Finanzamt Celle 2317                                     | Celle Im Werder 15                                  | Adelheidsdorf, Ahnsbeck, Beedenbostel, Bergen, Bröckel, Celle, Eicklingen, Eldingen, Eschede, Faßberg, Habighorst, Hambühren, Höfer, Hermannsburg, Hohne, Lachendorf, Langlingen, Lohheide, gemfr. Bezirk, Miele, Nienhagen, Rehwinkel, Scharnhorst, Unterlüß, Wathlingen, Wienhausen, Wietze, Winsen, Wittbeck | 0       | 0                                                                                 |
| 0                       | Finanzamt Cloppenburg 2356                               | Cloppenburg Zur Basilika 1                          | Barßel, Bösel, Bühren, Cappeln, Cloppenburg, Drantum, Dwergte, Emstek, Ermke, Essen, Friesoythe, Garrel, Garthe, Grönheim, Halen, Höltinghausen, Hoheging, Lastrup, Löningen, Lindern, Molbergen, Peheim, Resthausen, Saterland, Schneiderkrug, Stalförden | 0       | 0                                                                                 |
| 0                       | Finanzamt Cuxhaven 2318                                  | Cuxhaven Poststraße 81                              | Armstorf, Bülkau, Belum, Cadenberge, Cuxhaven, Hechthausen, Hemmoor, Hollnseth, Ihlienworth, Lamstedt, Mittelstenahe, Neuenkirchen, Neuhaus, Nordleda, Oberndorf, Odisheim, Osten, Osterbruch, Otterndorf, Steinau, Stinstedt, Wanna, Wingst | 0       | 0                                                                                 |
| 0                       | Finanzamt Delmenhorst 2357                               | Delmenhorst Friedrich-Ebert-Allee 15                | Beckeln, Colnrade, Dünsen, Delmenhorst, Ganderkesee, Groß Ippener, Harpstedt, Hude, Kirchseelte, Lemwerder, Prinzhöfte, Winkelsett | 0       | 0                                                                                 |
| 0                       | Finanzamt Emden-Norden 2358                              | Emden Ringstraße 5                                  | Baltrum, Berumbur, Borkum, Dornum, Emden, Großheide, Hage, Hagermarsch, Halbemond, Hinte, Juist, Krummhörn, Leezdorf, Lütetsburg, Marienhafe, Norden, Norderney, Osteel, Rechtsupweg, Upgant-Schott, Wirdum | 0       | zum 1. Juni 2021 entstanden durch Zusammenlegung der Finanzämter Emden und Norden |
| 0                       | Finanzamt Gifhorn 2319                                   | Gifhorn Braunschweiger Straße 6 – 8                 | Adenbüttel, Algesbüttel, Barwedel, Bergfeld, Bokensdorf, Brome, Calberlah, Dedelstorf, Didderse, Ehra-Lessien, Gifhorn, Groß Oesingen, Hankensbüttel, Hillerse, Isenbüttel, Jembke, Leiferde, Müden, Meine, Meinersen, Obernholz, Osloß, Parsau, Rötgesbüttel, Rühen, Ribbesbüttel, Ringelah, Sassenburg, Schönewörde, Schwülper, Sprakensehl, Steinhorst, Tappenbeck, Tülau, Tiddische, Ummern, Vordorf, Wagenhoff, Wahrenholz, Wasbüttel, Wesendorf, Weyhausen, Wittingen, Wolfsburg | 0       | 0                                                                                 |
| 0                       | Finanzamt Goslar 2321                                    | Goslar Wachtelpforte 40                             | Altenau, Bad Harzburg, Braunlage, Clausthal-Zellerfeld, Goslar, Liebenburg, Oberschulenberg, Schulenberg, St. Andreasberg, Torfhaus, Wildemann | 0       | 0                                                                                 |
| 0                       | Finanzamt Göttingen 2320                                 | Göttingen Godehardstraße 6                          | Adelebsen, Bühren, Bovenden, Brackenberg, Dransfeld, Ebergötzen, Friedland, Göttingen, Gleichen, Hann. Münden, Jühnde, Landolfshausen, Niemetal, Nonnenholz, Rosdorf, Scheden, Seeburg, Seulingen, Staufenberg, Waake | 0       | 0                                                                                 |
| 0                       | Finanzamt Hameln 2322                                    | Hameln Süntelstraße 2                               | Aerzen, Bad Münder, Bad Pyrmont, Coppenbrügge, Emmerthal, Hameln, Hessisch Oldendorf, Salzhemmendorf | 0       | 0                                                                                 |
| 0                       | Finanzamt Hannover-Land I 2323                           | Hannover Göttinger Chaussee 83                      | Barsinghausen, Gehrden, Hemmingen, Laatzen, Pattensen, Ronnenberg, Wennigsen | 0       | 0                                                                                 |
| 0                       | Finanzamt Hannover-Land II 2327                          | Hannover Vahrenwalder Straße 208                    | Garbsen, Langenhagen, Seelze | 0       | 0                                                                                 |
| 0                       | Finanzamt Hannover-Mitte 2324                            | Hannover Lavesallee 10                              | Hannover | 0       | 0                                                                                 |
| 0                       | Finanzamt Hannover-Nord 2325                             | Hannover Vahrenwalder Str. 206                      | Hannover | 0       | 0                                                                                 |
| 0                       | Finanzamt Hannover-Süd 2326                              | Hannover Göttinger Chaussee 83                      | Hannover | 0       | 0                                                                                 |
| 0                       | Finanzamt Helmstedt 2328                                 | Helmstedt Ernst-Koch-Straße 3                       | Bahrdorf, Beierstedt, Brunsleberfeld, Danndorf, Frellstedt, Gevensleben, Grafhorst, Grasleben, Groß Twülpstedt, Jerxheim, Königslutter, Lehre, Mariental, Querenhorst, Räbke, Rennau, Söllingen, Süpplingen, Süpplingenburg, Schöningen, Velpke, Warberg, Wolsdorf | 0       | 0                                                                                 |
| 0                       | Finanzamt Herzberg am Harz 2329                          | Herzberg am Harz Sieberstraße 1                     | An der Rhumequelle, Aschenhütte, Bad Grund, Bad Lauterberg, Bad Sachsa, Elbingerode, Hattorf, Hörden, Herzberg, Osterode, Rotenberg, Jagdhaus, Walkenried, Wieda, Wulften, Zorge | 0       | 0                                                                                 |
| 0                       | Finanzamt Hildesheim 2330                                | Hildesheim Kaiserstraße 47                          | Algermissen, Bad Salzdetfurth, Bockenem, Diekholzen, Giesen, Harsum, Hildesheim, Holle, Nordstemmen, Sarstedt, Söhlde, Schellerten | 0       | 0                                                                                 |
| 0                       | Finanzamt Holzminden 2331                                | Holzminden Ernst-August-Straße 30                   | Arholzen, Bevern, Bodenwerder, Boffzen, Bremke, Brevörde, Brille, Deensen, Delligsen, Derental, Dielmissen, Dohnsen, Eimen, Eschershausen, Fürstenberg, Golmbach, Grünenplan, Halle, Hehlen, Heinade, Heinsen, Heyen, Holenberg, Holzen, Holzminden, Hunzen, Kirchbrak, Lauenförde, Lüerdissen, Lenne, Negenborn, Ottenstein, Pegestorf, Polle, Stadtoldendorf, Tuchtfeld, Vahlbruch, Wangelnstedt, Wegensen, Wilmeröderberg | 0       | 0                                                                                 |
| 0                       | Finanzamt Leer (Ostfriesland) 2360                       | Leer (Ostfriesland) Edzardstraße 12                 | Brinkum, Bunde, Detern, Filsum, Firrel, Hesel, Holtland, Jemgum, Leer, Moormerland, Neukamperfehn, Nortmoor, Ostrhauderfehn, Rhauderfehn, Schwerinsdorf, Uplengen, Weener, Westoverledingen | 0       | 0                                                                                 |
| 0                       | Finanzamt Lingen (Ems) 2361                              | Lingen (Ems) Mühlentorstraße 14                     | Andervenne, Bawinkel, Beesten, Dohren, Emsbüren, Freren, Geeste, Gersten, Handrup, Haren, Haselünne, Herzlake, Langen, Lähden, Lünne, Lengerich, Lingen, Meppen, Messingen, Salzbergen, Schapen, Spelle, Thuine, Twist, Wettrup | 0       | 0                                                                                 |
| 0                       | Finanzamt Lüneburg 2333                                  | Lüneburg Am Alten Eisenwerk 4 a                     | Adendorf, Amelinghausen, Artlenburg, Aspelhorn, Bardowick, Barendorf, Barnstedt, Barum, Betzendorf, Bitter, Bleckede, Bohnenburg, Boitze, Brietlingen, Dahlem, Dahlenburg, Darchau, Dellien, Deutsch Evern, Echem, Einemhof, Embsen, Gülstorf, Groß Kühren, Haar, Handorf, Herrenhof, Hittbergen, Hohnstorf, Kaarßen, Kirchgellersen, Konau, Krusendorf, Laake, Laave, Lüdersburg, Lüneburg, Mechtersen, Melbeck, Nahrendorf, Neetze, Neu Bleckede, Neu Garge, Neu Wendischthun, Neuhaus, Neumühlen, Niendorf, Oldendorf, Pinnau, Popelau, Preten, Privelack, Radbruch, Rassau, Rehlingen, Reinstorf, Reppenstedt, Rosien, Rullstorf, Sückau, Südergellersen, Scharnebeck, Soderstorf, Stapel, Stiepelse, Stixe, Strachau, Sumte, Thomasburg, Tosterglope, Tripkau, Vastorf, Vögelsen, Viehle, Vockfey, Wehningen, Wendisch Evern, Westergellersen, Wilkenstorf, Wittorf, Zeetze | 0       | 0                                                                                 |
| 0                       | Finanzamt Nienburg/Weser 2334                            | Nienburg/Weser Schloßplatz 10                       | Balge, Bücken, Binnen, Diepenau, Drakenburg, Estorf, Eystrup, Gandesbergen, Haßbergen, Hassel, Hämelhausen, Heemsen, Hilgermissen, Hoya, Hoyerhagen, Husum, Landesbergen, Leese, Liebenau, Linsburg, Marklohe, Neustadt, Nienburg, Pennigsehl, Raddestorf, Rehburg-Loccum, Rodewald, Rohrsen, Schweringen, Schweringen, Ziegelei, Stöckse, Steimbke, Steyerberg, Stolzenau, Uchte, Warmsen, Warpe, Wietzen, Wunstorf | 0       | 0                                                                                 |
| 0                       | Finanzamt Nordenham 2363                                 | Nordenham Plaatweg 1                                | Berne, Brake, Butjadingen, Elsfleth, Jade, Nordenham, Ovelgönne, Stadland | 0       | 0                                                                                 |
| 0                       | Finanzamt Northeim 2335                                  | Northeim Graf-Otto-Straße 31                        | Bilshausen, Bodenfelde, Bodensee, Duderstadt, Gieboldehausen, Hardegsen, Katlenburg-Lindau, Krebeck, Moringen, Nörten-Hardenberg, Northeim, Obernfeld, Rüdershausen, Rhumspringe, Rollshausen, Uslar, Wollbrandshausen, Wollershausen | 0       | 0                                                                                 |
| 0                       | Finanzamt Oldenburg (Oldb) 2364                          | Oldenburg (Oldb) Stubbenweg 42                      | Hatten, Oldenburg, Wardenburg | 0       | 0                                                                                 |
| 0                       | Finanzamt Osnabrück-Land 2365                            | Osnabrück Winkelhausenstraße 24                     | Bad Essen, Bad Iburg, Bad Laer, Bad Rothenfelde, Belm, Bissendorf, Bohmte, Dissen, Georgsmarienhütte, Glandorf, Hagen, Hasbergen, Hilter, Melle, Ostercappeln, Wallenhorst | 0       | 0                                                                                 |
| 0                       | Finanzamt Osnabrück-Stadt 2366                           | Osnabrück Süsterstraße 46                           | Osnabrück | 0       | 0                                                                                 |
| 0                       | Finanzamt Osterholz-Scharmbeck 2336                      | Osterholz-Scharmbeck Pappstraße 2                   | Axstedt, Grasberg, Hambergen, Holste, Lübberstedt, Lilienthal, Osterholz-Scharmbeck, Ritterhude, Schwanewede, Vollersode, Worpswede | 0       | 0                                                                                 |
| 0                       | Finanzamt Papenburg 2353                                 | Papenburg Emdener Straße 15                         | Aschendorf, Börger, Bockhorst, Breddenberg, Dörpen, Dersum, Esterwegen, Fresenburg, Groß Berßen, Hüven, Heede, Hilkenbrook, Klein Berßen, Kluse, Lahn, Lathen, Lehe, Lorup, Neubörger, Neulehe, Niederlangen, Oberlangen, Papenburg, Rastdorf, Renkenberge, Rhede, Sögel, Spahnharrenstätte, Stavern, Surwold, Sustrum, Vrees, Walchum, Werlte, Werpeloh, Wippingen | 0       | 0                                                                                 |
| 0                       | Finanzamt Peine 2338                                     | Peine Duttenstedter Straße 106                      | Edemissen, Hohenhameln, Ilsede, Lengede, Peine | 0       | 0                                                                                 |
| 0                       | Finanzamt Quakenbrück 2367                               | Quakenbrück Lange Straße 37                         | Alfhausen, Ankum, Badbergen, Berge, Bersenbrück, Bippen, Bramsche, Eggermühlen, Fürstenau, Gehrde, Kettenkamp, Menslage, Merzen, Neuenkirchen, Nortrup, Quakenbrück, Rieste, Voltlage | 0       | 0                                                                                 |
| 0                       | Finanzamt Rotenburg (Wümme) 2340                         | Rotenburg (Wümme) Hoffeldstraße 5                   | Ahausen, Bötersen, Bothel, Brockel, Fintel, Hassendorf, Hellwege, Helvesiek, Hemsbünde, Hemslingen, Horstedt, Kirchwalsede, Lauenbrück, Reeßum, Rotenburg, Scheeßel, Sottrum, Stemmen, Vahlde, Visselhövede, Westerwalsede | 0       | 0                                                                                 |
| 0                       | Finanzamt Soltau 2341                                    | Soltau Rühberg 16                                   | Ahlden, Bad Fallingbostel, Böhme, Bispingen, Bomlitz, Buchholz, Eickeloh, Essel, Frankenfeld, Gilten, Grethem, Hademstorf, Häuslingen, Hodenhagen, Krelinger Bruch, Lindwedel, Munster, Neuenkirchen, Oerbke, Ostenholz, Rethem, Schneverdingen, Schwarmstedt, Soltau, Walsrode, Wense, Wietzendorf | 0       | 0                                                                                 |
| 0                       | Finanzamt Stade 2343                                     | Stade Harburger Straße 113                          | Agathenburg, Ahlerstedt, Am Rönndeich, Apensen, Balje, Bargstedt, Beckdorf, Bliedersdorf, Brest, Burweg, Buxtehude, Düdenbüttel, Deinste, Dollern, Drochtersen, Engelschoff, Estorf, Fredenbeck, Freiburg, Grünendeich, Großenwörden, Guderhandviertel, Hammah, Harsefeld, Heinbockel, Himmelpforten, Hollerdeich, Hollern-Twielenfleth, Horneburg, Jork, Kranenburg, Krummendeich, Kutenholz, Mittelnkirchen, Neuenkirchen, Nottensdorf, Oederquart, Oldendorf, Sauensiek, Stade, Steinkirchen, Wischhafen | 0       | 0                                                                                 |
| 0                       | Finanzamt Stadthagen 2344                                | Stadthagen Schloss                                  | Ahnsen, Apelern, Auetal, Auhagen, Bad Eilsen, Bad Nenndorf, Bückeburg, Beckedorf, Beckedorfer Schacht, Buchholz, Hagenburg, Haste, Hülsede, Heeßen, Helpsen, Hespe, Heuerßen, Hohnhorst, Lauenau, Lauenhagen, Lüdersfeld, Lindhorst, Luhden, Meerbeck, Messenkamp, Niedernwöhren, Nienstädt, Nordsehl, Obernkirchen, Pohle, Pollhagen, Rinteln, Rodenberg, Sachsenhagen, Seggebruch, Stadthagen, Suthfeld, Wölpinghausen, Wiedensahl | 0       | 0                                                                                 |
| 0                       | Finanzamt Sulingen 2345                                  | Sulingen Hindenburgstraße 16                        | Affinghausen, Bahrenborstel, Barenburg, Barnstorf, Barver, Berglage, Borstel, Brockum, Burlage, Dickel, Diepholz, Drebber, Dreeker Fladder, Drentwede, Ehrenburg, Evershorst, Eydelstedt, Freistatt, Hüde, Hemsloh, Kirchdorf, Kuhlhorst, Lembruch, Lemförde, Maasen, Marl, Mecklinge, Mellinghausen, Neuenkirchen, Quernheim, Quernheimerbruch, Rehden, Scholen, Schwaförden, Siedenburg, Staffhorst, Stemshorn, Sudwalde, Sulingen, Varrel, Wagenfeld, Wehrbleck, Wetschen | 0       | 0                                                                                 |
| 0                       | Finanzamt Syke 2346                                      | Syke Bgm.-Mävers-Straße 15                          | Asendorf, Bassum, Bruchhausen-Vilsen, Martfeld, Schwarme, Stuhr, Syke, Twistringen, Weyhe | 0       | 0                                                                                 |
| 0                       | Finanzamt Uelzen 2347                                    | Uelzen Am Königsberg 3                              | Altenmedingen, Bad Bevensen, Bad Bodenteich, Barum, Bienenbüttel, Ebstorf, Eimke, Emmendorf, Gerdau, Hanstedt, Himbergen, Jelmstorf, Lüder, Natendorf, Oetzen, Rätzlingen, Römstedt, Rosche, Schwienau, Soltendieck, Stoetze, Suderburg, Suhlendorf, Uelzen, Weste, Wrestedt, Wriedel | 0       | 0                                                                                 |
| 0                       | Finanzamt Vechta 2368                                    | Vechta Rombergstraße 49                             | Bakum, Damme, Dötlingen, Dinklage, Goldenstedt, Großenkneten, Holdorf, Lohne, Neuenkirchen-Vörden, Steinfeld, Vechta, Visbek, Wildeshausen | 0       | 0                                                                                 |
| 0                       | Finanzamt Verden (Aller) 2348                            | Verden (Aller) Bremer Straße 4                      | Achim, Blender, Dörverden, Emtinghausen, Kirchlinteln, Langwedel, Ottersberg, Oyten, Riede, Thedinghausen, Verden | 0       | 0                                                                                 |
| 0                       | Finanzamt Wesermünde 2349                                | Bremerhaven Borriesstraße 50                        | Beverstedt, Geestland, Hagen, Loxstedt, Malse, Schiffdorf, Wurster Nordseeküste | 0       | 0                                                                                 |
| 0                       | Finanzamt Westerstede 2369                               | Westerstede Ammerlandallee 14                       | Apen, Bad Zwischenahn, Edewecht, Rastede, Westerstede, Wiefelstede | 0       | 0                                                                                 |
| 0                       | Finanzamt Wilhelmshaven 2370                             | Wilhelmshaven Rathausplatz 3                        | Bockhorn, Groß Hauskreuz, Jever, Sande, Schortens, Varel, Wangerland, Wangerooge, Wilhelmshaven, Zetel | 0       | 0                                                                                 |
| 0                       | Finanzamt Winsen (Luhe) 2350                             | Winsen (Luhe) Von-Somnitz-Ring 6                    | Asendorf, Brackel, Drage, Egestorf, Eyendorf, Garlstorf, Garstedt, Gödenstorf, Hanstedt, Heimbuch, Marschacht, Marxen, Salzhausen, Seevetal, Stelle, Tespe, Toppenstedt, Undeloh, Vierhöfen, Winsen, Wulfsen | 0       | 0                                                                                 |
| 0                       | Finanzamt Wittmund 2371                                  | Wittmund Harpertshausener Straße 2                  | Blomberg, Dunum, Esens, Eversmeer, Friedeburg, Holtgast, Knyphauserwald, Langeoog, Moorweg, Nenndorf, Neuharlingersiel, Neuschoo, Ochtersum, Pfahlhaus, Schweindorf, Spiekeroog, Stedesdorf, Utarp, Werdum, Westerholt, Wittmund | 0       | 0                                                                                 |
| 0                       | Finanzamt Wolfenbüttel 2351                              | Wolfenbüttel Jägerstraße 19                         | Baddeckenstedt, Börßum, Burgdorf, Cramme, Dahlum, Denkte, Dorstadt, Elbe, Flöthe, Gielde, Groß Rode, Haverlah, Hedeper, Heere, Heiningen, Hornburg, Kissenbrück, Kneitlingen, Ohrum, Remlingen, Roklum, Salzgitter, Schöppenstedt, Schladen, Sehlde, Semmenstedt, Tetzelstein, Uehrde, Vahlberg, Watzumer Häuschen, Werlaburgdorf, Winnigstedt, Wittmar, Wolfenbüttel | 0       | 0                                                                                 |
| 0                       | Finanzamt Zeven 2352                                     | Zeven Kastanienweg 1                                | Alfstedt, Anderlingen, Basdahl, Bülstedt, Breddorf, Breddorfermoor, Bremervörde, Deinstedt, Ebersdorf, Elsdorf, Farven, Gnarrenburg, Groß Meckelsen, Gyhum, Hamersen, Heeslingen, Hepstedt, Hipstedt, Kalbe, Kirchtimke, Klein Meckelsen, Lengenbostel, Oerel, Ostereistedt, Rhade, Sandbostel, Seedorf, Selsingen, Sittensen, Tarmstedt, Tiste, Vierden, Vorwerk, Westertimke, Wilstedt, Wohnste, Zeven | 0       | 0                                                                                 |
| Außenstelle             |                                                          |                                                     | |         |                                                                                   |
| 0                       | Finanzamt Hannover-Land I Außenstelle Springe 2342       | Springe Bahnhofstraße 28                            | Springe | 0       | 0                                                                                 |
| Sonderfinanzämter       |                                                          |                                                     | |         |                                                                                   |
| 0                       | Finanzamt für Fahndung und Strafsachen Braunschweig 2390 | Braunschweig Rudolf-Steiner-Straße 1                | 0 | 0       | 0                                                                                 |
| 0                       | Finanzamt für Fahndung und Strafsachen Hannover 2391     | Hannover Göttinger Chaussee 83                      | 0 | 0       | 0                                                                                 |
| 0                       | Finanzamt für Fahndung und Strafsachen Lüneburg 2392     | Lüneburg Horst-Nickel-Straße 6                      | 0 | 0       | 0                                                                                 |
| 0                       | Finanzamt für Fahndung und Strafsachen Oldenburg 2393    | Oldenburg Alter Postweg 13                          | 0 | 0       | 0                                                                                 |
| 0                       | Finanzamt für Großbetriebsprüfung Braunschweig 2380      | Braunschweig Theodor-Heuss-Straße 4                 | 0 | 0       | 0                                                                                 |
| 0                       | Finanzamt für Großbetriebsprüfung Göttingen 2381         | Göttingen Godehardstraße 6                          | 0 | 0       | 0                                                                                 |
| 0                       | Finanzamt für Großbetriebsprüfung Hannover 2382          | Hannover Bischofsholer Damm 19                      | 0 | 0       | 0                                                                                 |
| 0                       | Finanzamt für Großbetriebsprüfung Oldenburg 2385         | Oldenburg Georgstraße 36                            | 0 | 0       | 0                                                                                 |
| 0                       | Finanzamt für Großbetriebsprüfung Osnabrück} 2386        | Osnabrück Johann-Domann-Straße 6                    | 0 | 0       | 0                                                                                 |
| 0                       | Finanzamt für Großbetriebsprüfung Stade 2384             | Stade Albert-Schweitzer-Straße 19                   | 0 | 0       | 0                                                                                 |

## Zuständigkeiten der Finanzämter für Großbetriebsprüfung
| Name                                               | sachlich zuständig für | örtlich zuständig für die Bezirke der Finanzämter |
| -------------------------------------------------- | --- | --- |
| Finanzamt für Großbetriebsprüfung Braunschweig     | Außenprüfung bei Steuerpflichtigen, die einen land- und forstwirtschaftlichen Betrieb oder einen gewerblichen Betrieb des Garten- und Landschaftsbaus unterhalten oder eine Jagd, Gärtnerei, Tierhaltung oder Biogasanlage gewerblich betreiben   | Bad Gandersheim, Braunschweig-Altewiekring, Braunschweig-Wilhelmstraße, Buchholz in der Nordheide, Celle, Cuxhaven, Gifhorn, Goslar, Göttingen, Helmstedt, Herzberg am Harz, Lüneburg, Northeim, Osterholz-Scharmbeck, Peine, Rotenburg (Wümme), Soltau, Stade, Uelzen-Lüchow, Verden (Aller), Wesermünde, Winsen (Luhe), Wolfenbüttel, Zeven |
| Finanzamt für Großbetriebsprüfung Braunschweig     | Außenprüfung im übrigen gewerblichen Bereich (ohne das Versicherungsgewerbe); bei Steuerpflichtigen nach § 3 Nr. 8 | Braunschweig-Altewiekring, Braunschweig-Wilhelmstraße, Gifhorn, Goslar, Helmstedt, Peine, Wolfenbüttel |
| Finanzamt für Großbetriebsprüfung Göttingen        | Außenprüfung im gewerblichen Bereich (ohne das Versicherungsgewerbe), gewerblich betriebene Jagden, Gärtnereien, Tierhaltungen und Biogasanlagen sowie gewerbliche Betriebe des Garten- und Landschaftsbaus; bei Steuerpflichtigen nach § 3 Nr. 8 | Alfeld (Leine), Bad Gandersheim, Göttingen, Herzberg am Harz, Hildesheim, Holzminden, Northeim |
| Finanzamt für Großbetriebsprüfung Hannover         | Außenprüfung im Bereich des Versicherungsgewerbes | Alfeld (Leine), Bad Gandersheim, Braunschweig-Altewiekring, Braunschweig-Wilhelmstraße, Buchholz in der Nordheide, Burgdorf, Celle, Cuxhaven, Gifhorn, Goslar, Göttingen, Hameln, Hannover-Land I, Hannover-Land II, Hannover-Mitte, Hannover-Nord, Hannover-Süd, Helmstedt, Herzberg am Harz, Hildesheim, Holzminden, Lüneburg, Nienburg (Weser), Northeim, Osterholz-Scharmbeck, Peine, Rotenburg (Wümme), Soltau, Stade, Stadthagen, Sulingen, Syke, Uelzen-Lüchow, Verden (Aller), Wesermünde, Winsen (Luhe), Wolfenbüttel, Zeven |
| Finanzamt für Großbetriebsprüfung Hannover         | Außenprüfung bei Steuerpflichtigen, die einen land- und forstwirtschaftlichen Betrieb oder einen gewerblichen Betrieb des Garten- und Landschaftsbaus unterhalten oder eine Jagd, Gärtnerei, Tierhaltung oder Biogasanlage gewerblich betreiben   | Alfeld (Leine), Burgdorf, Hameln, Hannover-Land I, Hannover-Land II, Hannover-Mitte, Hannover-Nord, Hannover-Süd, Hildesheim, Holzminden, Nienburg (Weser), Stadthagen, Sulingen, Syke |
| Finanzamt für Großbetriebsprüfung Hannover         | Außenprüfung im übrigen gewerblichen Bereich; bei Steuerpflichtigen nach § 3 Nr. 8 | Burgdorf, Hameln, Hannover Land I, Hannover Land II, Hannover-Mitte, Hannover-Nord, Hannover-Süd, Nienburg (Weser), Stadthagen |
| Finanzamt für Großbetriebsprüfung Oldenburg (Oldb) | Außenprüfung im Bereich des Versicherungsgewerbes | Aurich, Bad Bentheim, Cloppenburg, Delmenhorst, Emden, Leer (Ostfriesland), Lingen (Ems), Norden, Nordenham, Oldenburg (Oldenburg), Osnabrück-Land, Osnabrück-Stadt, Papenburg, Quakenbrück, Vechta, Westerstede, Wilhelmshaven, Wittmund |
| Finanzamt für Großbetriebsprüfung Oldenburg (Oldb) | Außenprüfung bei Steuerpflichtigen, die einen land- und forstwirtschaftlichen Betrieb oder einen gewerblichen Betrieb des Garten- und Landschaftsbaus unterhalten oder eine Jagd, Gärtnerei, Tierhaltung oder Biogasanlage gewerblich betreiben   | Aurich, Bad Bentheim, Cloppenburg, Delmenhorst, Emden, Leer (Ostfriesland), Lingen (Ems), Norden, Nordenham, Oldenburg (Oldenburg), Osnabrück-Land, Osnabrück-Stadt, Papenburg, Quakenbrück, Vechta, Westerstede, Wilhelmshaven, Wittmund |
| Finanzamt für Großbetriebsprüfung Oldenburg (Oldb) | Außenprüfung im übrigen gewerblichen Bereich; bei Steuerpflichtigen nach § 3 Nr. 8 | Aurich, Cloppenburg, Delmenhorst, Emden, Leer (Ostfriesland), Norden, Nordenham, Oldenburg (Oldenburg), Westerstede, Wilhelmshaven, Wittmund |
| Finanzamt für Großbetriebsprüfung Osnabrück        | Außenprüfung im gewerblichen Bereich (ohne das Versicherungsgewerbe), gewerblich betriebene Jagden, Gärtnereien, Tierhaltungen und Biogasanlagen sowie gewerbliche Betriebe des Garten- und Landschaftsbaus; bei Steuerpflichtigen nach § 3 Nr. 8 | Bad Bentheim, Lingen (Ems), Osnabrück-Land, Osnabrück-Stadt, Papenburg, Quakenbrück, Sulingen, Syke, Vechta |
| Finanzamt für Großbetriebsprüfung Stade            | Außenprüfung im gewerblichen Bereich (ohne das Versicherungsgewerbe), gewerblich betriebene Jagden, Gärtnereien, Tierhaltungen und Biogasanlagen sowie gewerbliche Betriebe des Garten- und Landschaftsbaus; bei Steuerpflichtigen nach § 3 Nr. 8 | Buchholz in der Nordheide, Celle, Cuxhaven, Lüneburg, Osterholz-Scharmbeck, Rotenburg (Wümme), Soltau, Stade, Uelzen-Lüchow, Verden (Aller), Wesermünde, Winsen (Luhe), Zeven |

## Örtliche Zuständigkeiten der Finanzämter für Fahndung und Strafsachen
| Name                                                    | örtlich zuständig für die Bezirke der Finanzämter |
| ------------------------------------------------------- | --- |
| Finanzamt für Fahndung und Strafsachen Braunschweig     | Bad Gandersheim, Braunschweig-Altewiekring, Braunschweig-Wilhelmstraße, Gifhorn, Göttingen, Goslar, Helmstedt, Herzberg am Harz, Northeim, Peine, Wolfenbüttel                                                                            |
| Finanzamt für Fahndung und Strafsachen Hannover         | Alfeld (Leine), Burgdorf, Hameln, Hannover-Land I, Hannover-Land II, Hannover-Mitte, Hannover-Nord, Hannover-Süd, Hildesheim, Holzminden, Nienburg (Weser), Stadthagen, Sulingen, Syke                                                    |
| Finanzamt für Fahndung und Strafsachen Lüneburg         | Buchholz in der Nordheide, Celle, Cuxhaven, Lüneburg, Osterholz-Scharmbeck, Rotenburg (Wümme), Soltau, Stade, Uelzen-Lüchow, Verden (Aller), Wesermünde, Winsen (Luhe), Zeven                                                             |
| Finanzamt für Fahndung und Strafsachen Oldenburg (Oldb) | Aurich, Bad Bentheim, Cloppenburg, Delmenhorst, Emden, Leer (Ostfriesland), Lingen (Ems), Norden, Nordenham, Oldenburg (Oldenburg), Osnabrück-Land, Osnabrück-Stadt, Papenburg, Quakenbrück, Vechta, Westerstede, Wilhelmshaven, Wittmund |